# Edward Carnby
Edward Carnby es un personaje ficticio, un detective de fenómenos paranormales, protagonista principal de la saga de videojuegos Alone in the Dark, perteneciente al género de horror de supervivencia creado por la compañía Atari. Esta saga se la considera como la pionera del género Horror de supervivencia, más explotada y conocida por las sagas Resident Evil de Capcom y Silent Hill de Konami.
El nombre de Edward Carnby es una referencia a John Carnby, un personaje que apareció en la novela de terror Return of the Sorcerer de Clark Ashton Smith.
Edward Carnby ha aparecido como personaje principal en todas y cada una de las entregas de Alone in the Dark, exceptuando Jack in the Dark, un minijuego de promoción para Alone in the Dark 3. También ha sido el protagonista de las dos películas basadas en la saga, además del cómic publicado en 2002 basado en la cuarta entrega de la franquicia.

## Alone in the Dark (1992)
En el primer juego de la saga,es un detective que es contratado para resolver el caso del suicidio de Jeremy Hartwood.

## Alone in the Dark 2
Esta segunda entrega se puede encontrar tanto para Mac como para PC así como para las videoconsolas Sony PlayStation, Sega Saturn y Panasonic 3DO bajo el nombre de "Jack is Back" en Europa y "One Eyed Jack's Revenge" en Estados Unidos y Canadá. Edward Carnby se sumerge en la búsqueda de una niña raptada (Grace Saunders), un caso previamente investigado por su amigo y colega Ted Striker quien desapareció tras enviarle un telegrama pidiendo ayuda. Carnby retoma el caso lo que le llevará a indagar en "Hells Kitchen", una mansión situada junto a un acantilado que esconde una cueva en donde las olas rompen, la cual queda escondida al subir la marea.

## Alone in the Dark 3
En esta entrega, un Edward Carnby a oscuras en su despacho de San Francisco, California, recibe una llamada de un empleado de la casa productora Hill Century. El motivo de la misma es que un equipo de rodaje de la empresa desapareció sin dejar huella a la mitad de una producción, del cual forma parte nada más y nada menos que Emily Hartwood, amiga de Carnby y protagonista de capítulo original. Con este dato y una paga 1200 dólares Carnby toma el caso y se dirige al sitio del rodoje, que resulta ser un pueblo fantasma de nombre Slaughter Gulch, sobre el desierto mojave y muy cerca de la falla de San Andrés. Tan pronto como llega al lugar, se encuentra con una serie de fenómenos paranormales involucrando al fundador del pueblo y otros residentes forajidos que se creían muertos varias décadas atrás.

## Alone in the Dark: The New Nightmare
El jugador puede elegir a su personaje entre Edward Carnby (un curtido investigador de lo paranormal) y Aline Cedrac (una animada chica de carácter más intelectual). Ambos se encuentran atrapados en Shadow Island, una isla encantada en la que, según se rumorea, la sombras cobran vida. El jugador se ve muy pronto atacado por "criaturas de la oscuridad", que surgen de la nada y parecen vivir entre las sombras. Más adelante, se descubre que estas "criaturas de la oscuridad" son formas de vida emparentadas con los reptiles y basadas en el silicio que provienen del centro de la tierra, un vasto espacio de tenebrosas cavernas conocido como "el Mundo de la Oscuridad". Aparentemente, Shadow Island posee una de las muchas entradas a este universo subterráneo que existen en el mundo.
La luz desempeña un papel muy importante en el juego. Por ejemplo, los enemigos huyen de la luz, pues ésta los transforma en arena. Así, se puede emplear la linterna para repelar a ciertas criaturas, o usar munición luminosa como "balas de magnesio" y "proyectiles de fósforo" para matarlas. Además, el jugador debe usar la linterna para iluminar lugares oscuros y así descubrir objetos y detalles ocultos.

## Alone in the Dark Inferno
La próxima entrega de Alone in the Dark situará a la serie en el número uno de su género. Central Park oculta un secreto. Es un refugio, pero no para la gente de Nueva York, sino para algo totalmente distinto. Generaciones de guardianes han protegido este secreto mientras la ciudad crecía. Ahora la verdad sale a la luz, y el investigador Edward Carnaby se ve involucrado en ella durante una noche apocalíptica en la que deberá descubrir el terrible secreto. Nueva York nunca volverá a ser la misma. 
Características: 
· Central Park: uno de los entornos urbanos más queridos y característicos del mundo. Central Park ha sido reproducido con precisión gracias a los datos del satélite y a miles de fotografías. 
· Historia cautivadora: la historia revela una conspiración tras Central Park y desafía las creencias sobre la vida eterna, según ideas y teorías de filosofías espirituales de la vida real. 
· Intensidad narrativa: tomando como referencia las series de televisión, la historia tiene una estructura narrativa muy parecida a la de dichas series, lo que ofrece una intensidad máxima y mantiene al jugador enganchado. 
· Reglas del mundo real: la revolucionaria tecnología del juego aporta un nuevo nivel de interacción con el entorno, donde puedes hacer cualquiera de las cosas que harías en la vida real. 
· Inmersión: el jugador se ve sumergido en el corazón de la acción en tiempo real mediante un control de movimiento completo, un sistema de inventario dentro del juego, un sistema de daños u curación y efectos fisiológicos. 
· Renderizado fotográfico: la tecnología Twilight de Eden y el motor de renderización crean un mundo de juego lleno de detalles y avanzados efectos cinematográficos muy realistas, que incluyen profundidad de campo, foco de la cámara, numerosas fuentes de luz, humedad, reflejos y efectos de alto alcance dinámico.

## Alone in the Dark (Película, 2005)
El actor Christian Slater interpretó a Edward Carnby en esta adaptación cinematográfica basada en la cuarta entrega de los videojuegos, Alone in the Dark: The New Nightmare. La película se presenta como la continuación del citado juego, pero posee numerosas incongruencias argumentales y cosas fuera de lugar, por lo que los fanes quedaron sumamente decepcionados con el film.
En la película, se cuenta que Edward Carnby fue criado de pequeño en un orfanato regentado por la Hermana Clara, y sufrió una descarga eléctrica, por lo que hizo borrarle parcialmente la memoria cuando sólo tenía diez años. Veinte años más tarde, fue contratato por la Agencia 713 para investigar sucesos paranormales, la cual abandonó por ser demasiado independiente en sus investigaciones. Su misión es descubrir el secreto que guardaron los Abkani, una antigua civilización americana que sellaron la puerta entre el mundo de la luz y la oscuridad. Debido a los experimentos que sufrió en el orfanato, posee la capacidad de detectar lo paranormal. Su velocidad y fuerza se han visto incrementadas, permitiéndole hacer acrobacias y movimientos que un ser humano corriente no podría hacer.

## Alone in the Dark II: Fate of Existence (Película, 2009)
En esta secuela directa para el mercado de DVD, Edward Carnby es interpretado por el actor Rick Yune, lo que no deja de ser curioso porque posee rasgos asiáticos (aunque es americano, desciende de familia coreana). Aquí, Edward Carnby es un personaje totalmente distinto al de la primera película, y se nos presenta como un mercenario que es contratado para capturar y, posteriormente eliminar, a una bruja malvada que está sembrando el caos allá por donde pasa. Aquí vemos a un Carnby más natural, sin poderes especiales ni movimientos imposibles, aunque también es verdad que todo parecido con el Edward Carnby de los videojuegos es pura coincidencia.

## Alone in the Dark (cómic, 2001)
A mediados de 2001, se publicó en Francia un cómic titulado Alone in the Dark: Life is a Hideous Thing, publicado por Semic Comics. El cómic también fue traducido y publicado en España por Norma Comics. En septiembre de 2002 fue publicado también en los Estados Unidos.
El cómic fue escrito por Jean-Marc Lofficier y dibujado por Matt Halley y Aleski Briclot. La historia del cómic se sitúa justo antes de Alone in the Dark: The New Nightmare. Los protagonistas Edward Carnby y Aline Cedrac andan tras la pista de una misteriosa conspiración en el Tíbet.
- Datos: Q1424024